# Besturn B90

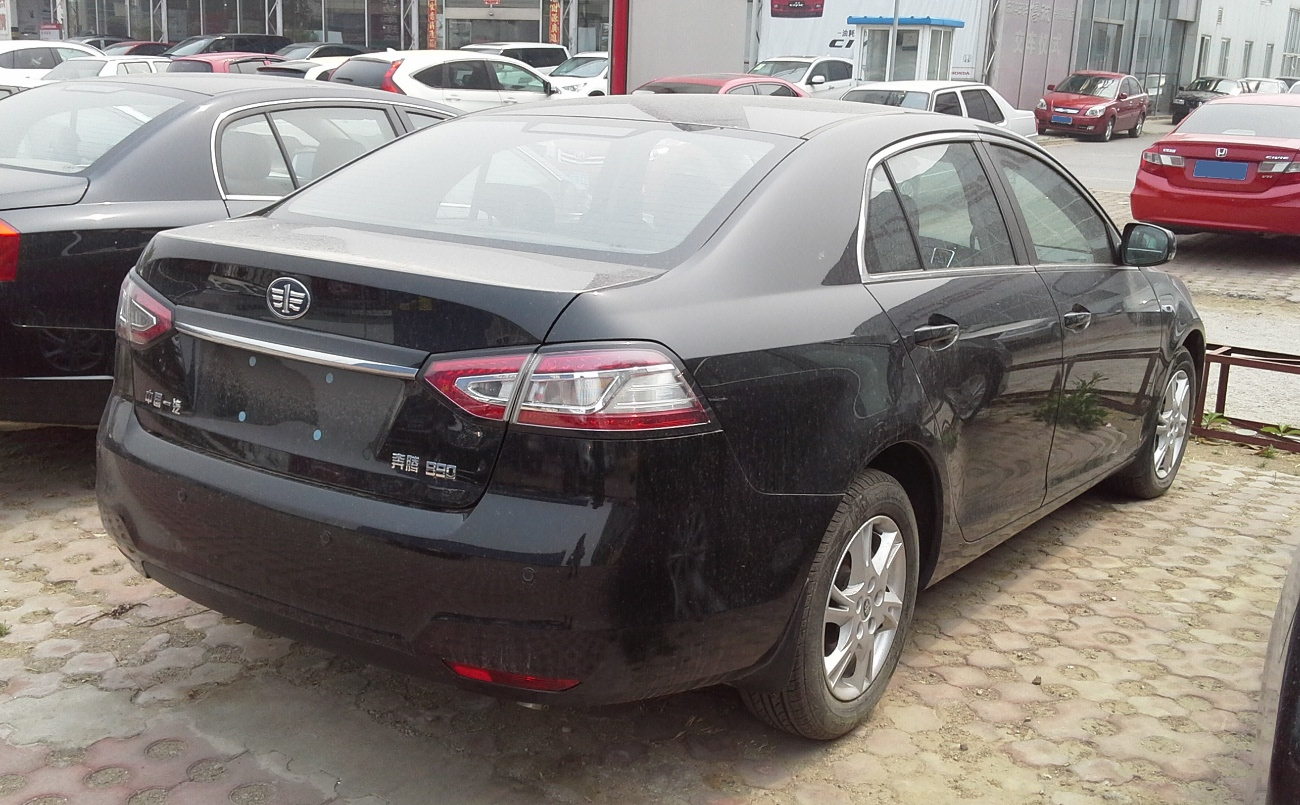
Вид сзади

Besturn B90 — среднеразмерный седан китайского бренда Besturn концерна FAW. Вытеснен с конвейера моделями Hongqi H5 и Besturn B70 III. 

## Описание
Автомобиль Besturn B90 оснащён двигателем Mazda. Впервые модель была представлена на Автосалоне в Шанхае в 2011 году, позднее модель была представлена на Пекинском международном автосалоне в 2012 году.
Серийно автомобиль производился с 16 июля 2012 года, а поставки начались 22 августа 2012 года. В 2014 году автомобиль был доработан.
В 2013 году компания Пхёнхва Моторс получила лицензию на производство Hwiparam 2009 на базе FAW Besturn B90. Производство завершилось в 2017 году.